# Nélida Giusti

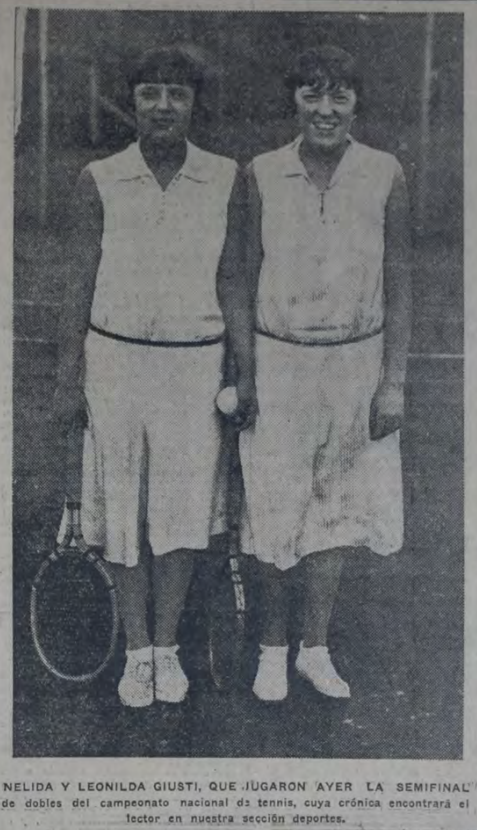
Nélida Giusti y Leonilda Giusti en 1928.

Nélida Giusti fue una tenista argentina que estuvo entre las mejores diez de Argentina entre 1929, año de la primera clasificación oficial, y 1931 inclusive. Su mejor puesto fue tercera en 1929.
Fue finalista en una oportunidad del Campeonato del Río de la Plata, en la edición de 1930, en la que perdió contra Analía Obarrio de Aguirre por 6-4 y 6-4.
En la modalidad de dobles femenino del mismo torneo, también fue finalista en 1930. Formó dupla con Leonilda Giusti y perdieron ante Julieta Ezcurra e Inés Anderson por 8-6 y 6-3.